# Bacia Tolstoj
A bacia Tolstoj é uma grande e antiga cratera de impacto na latitude −15, longitude 165 do planeta Mercúrio nomeada em homenagem a Leo Tolstoy. O albedo da Solitudo Maiae parece estar associado a esta cratera. O impacto que produziu a bacia Tolstoj parece ter acontecido bem no início da história mercuriana, dois ásperos anéis descontínuos de aproximadamente 356 km e 510 km de diâmetro englobam a estrutura, mas são pouco desenvolvidos nas suas regiões norte e nordeste. Caminhos difusos de material escuro do albedo repousam sobre o anel interior e a parte central da bacia é coberta por uma planície suave com alta refletância (HPR). O brilho interior da bacia é visivelmente mais vermelho do que a planície circundante, que são feitas de um material de reflexão azul (LRM). O anel escuro de material ejetado que cerca Tolstoj é um dos lugares mais escuros da superfície de Mercúrio.
A profundidade da bacia é estimada entre 1,3 e 2,7 kilômetros dos modelos de elevação digitais baseados nas imagens da sonda Mariner 10. Esta profundidade é significantemente menor que as profundidades de bacias lunares de diâmetro próximo, indicando que Tolstoj foi provavelmente descontraída após o impacto formador. A bacia Tolstoj é utilizada para definir o Sistema tempo-estratigráfico, ou sistema Tolstojano, com uma idade aproximadade 4 bilhões de anos. O sistema anterior (< 4 bilhões de anos) é chamado pré-Tolstojano enquanto o mais novo é chamado Caloriano (entre 3.9–3.5 bilhões de anos).
Apesar da idade de Tolstoj e embaciamento por planos inter-crateras antigos, esta mantém um extenso e notoriamente bem preservado, radialmente linear, material ejetado em torno de dois terços de sua circunferência. O material ejetado tende a ser bloqueado e ser fracamente linear entre os anéis interiores e exteriores. O padrão linear incomum de material ejetado sugere:
- controle do padrão de material ejetado por estruturas pré-bacia;
- caminhos preferenciais ao longo da estrutura de um material ejetado originalmente pelos materiais dos planos inter-crateras;
- formação de Tolstoj por um impacto oblíquo na área noroeste que produziu o material ejetado com simetria bilateral.